# Delhi Durbar

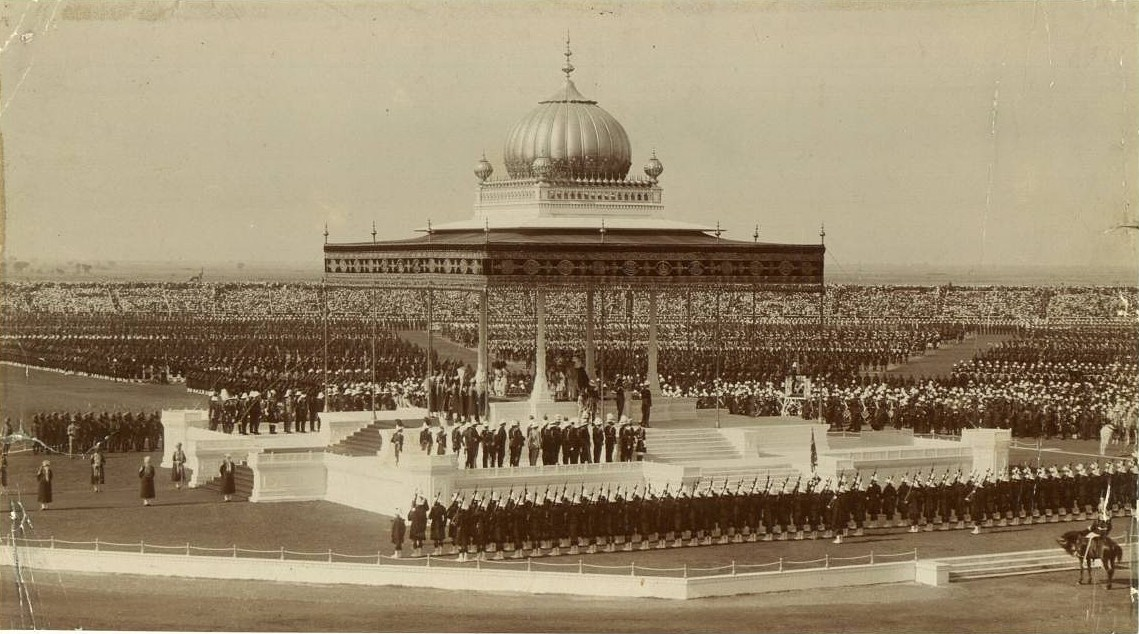
De Durbar van 1911, koning George V en koningin Mary zitten onder een enorme baldakijn

De Delhi Durbar (Hindi: दिल्ली दरबार, Urdu:دلّی دُربار, letterlijk vertaald: het Hof van Delhi) is de aanduiding voor een massabijeenkomst die gehouden werd in het zogenoemde Coronation Park in Delhi, India ter markering van de kroning van een Brits vorst. De eerste Durbar werd gehouden in 1877 ter gelegenheid van het feit dat koningin Victoria was uitgeroepen tot keizerin van India. Latere Durbars volgden in 1903, ter gelegenheid van de kroning van koning Eduard VII, en in 1911, ter gelegenheid van de troonsbestijging van diens zoon, koning George V. Deze laatste bijeenkomst was de enige Durbar die door de regerend vorst zelf werd bijgewoond. 

## De eerste Durbar

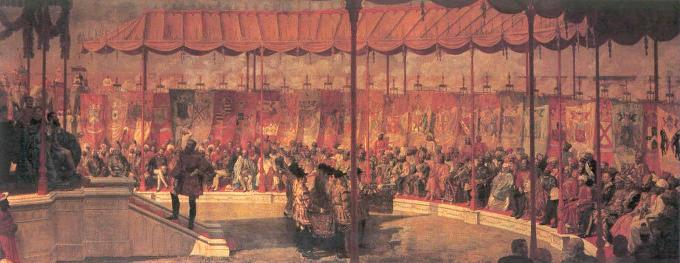
De Durbar van 1877, de onderkoning zit op de verhoging, links

De eerste Durbar vond plaats in 1877 op initiatief van Robert Bulwer-Lytton, 1ste graaf Lytton, op dat moment onderkoning van Indië. Anders dan de latere bijeenkomsten was de eerste Durbar niet zo zeer gericht op het gemene volk als wel op de elite van maharadjas, nawabs en intellectuelen. De bijeenkomst markeerde het moment dat koningin Victoria was uitgeroepen tot keizerin van India, een gebeurtenis die min of meer samenviel met de toedeling van de bezittingen van de Britse Oost-Indische Compagnie aan de Britse Kroon. Het was vermoedelijk Victoria zelf, die maar moeilijk kon verdragen dat haar Duitse en Russische familieleden keizer waren, die aangedrongen had op de creatie van deze titel. Ironisch genoeg leidde de Durbar, bedoeld als een manifestatie van eenheid binnen het Britse Rijk, ook het begin in van de Indiase onafhankelijkheidsbeweging, culminerend in de oprichting van de Congrespartij. Ter gelegenheid van de eerste Durbar werd een speciale medaille uitgegeven, de Keizerin van India-medaille die aan de aanwezige gasten werd uitgereikt.

## De tweede Durbar

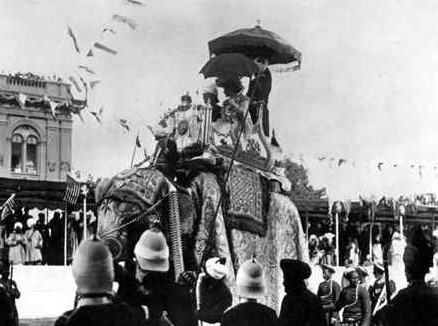
Lord en Lady Curzon arriveren op de rug van een olifant

In 1903 vond de tweede Durbar plaats, dit keer ter gelegenheid van de kroning van koning Eduard VII en koningin Alexandra. De festiviteiten werden uitvoerig voorbereid door de toenmalige onderkoning van India, Lord Curzon. In pracht en praal stak deze versie van de Durbar die van 1877 verre naar de kroon, terwijl een en ander in dat opzicht in 1911 evenmin zou worden overtroffen. Het terrein waarop de festiviteiten plaatsvonden, was binnen enkele maanden met tenten en andere bouwsels compleet van aanzien veranderd, terwijl er bovendien een speciale spoorlijn was aangelegd om de gasten naar het terrein te vervoeren. Ook werden er telegraafverbindingen aangelegd en werd voor de politie die op het terrein de orde moest bewaken, een speciaal uniform ontworpen. Tot teleurstelling van Curzon was Eduard VII zelf niet bij de plechtigheden aanwezig. Hij stuurde, in zijn plaats, zijn broer, de hertog van Connaught. Hij werd, behalve door Lord Curzon zelf, opgewacht door vertegenwoordigers van het inlands bestuur die behangen zouden zijn met de grootste juwelencollectie die ooit op een en dezelfde plaats werd gezien. Op de Durbar zelf, die gehouden werd op Nieuwjaarsdag, arriveerden de hoge gasten gezeten op olifanten. Na de eigenlijke Durbar volgden nog dagen van publiek vermaak in de vorm van polowedstrijden, bals, diners, tentoonstellingen en militaire parades. De festiviteiten werden afgesloten met een groot keizersbal waarbij Lord en Lady Curzon optraden als gastheer en -vrouw. Lady Curzon was bij deze gelegenheid gekleed in een jurk gemaakt van pauwenveren.

## De derde Durbar

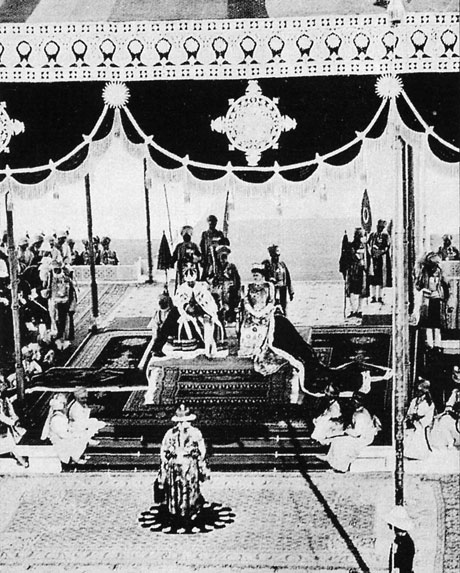
De keizer en keizerin van India in 1911

De Durbar van 1911 zou de enige zijn die door een Brits monarch werd bijgewoond. Koning George V en diens vrouw koningin Mary trokken, in weerwil van een negatief advies van de Britse regering, naar India waar zij in vol ornaat de festiviteiten bijwoonden. Bijna vier uur lang zaten zij op een groot podium waaraan de fine fleur van Brits India voorbijtrok. De bijeenkomst werd bijgewoond door een kwartmiljoen mensen. De keizer en keizerin hadden plaatsgenomen op een hoog podium, waarvandaan ze de eerbewijzen van de inlandse vorsten in ontvangst namen. De festiviteiten duurden bijna een week. Koningin Mary ontving van de 'Dames van India' een tiara en een halsketting die nog steeds in het bezit zijn van de Britse koninklijke familie. Ogenschijnlijk leek een en ander opnieuw een uitdrukking van de eenheid van de Britse Kroon, maar de festiviteiten waren nog niet afgelopen of de toenmalige 'viceroy' Charles Hardinge kwam bij een door nationalisten gepleegde bomaanslag bijna om het leven. George V was toen al niet meer in India. Hij had zich aangesloten bij een jachtgezelschap in Nepal en schoot eenentwintig tijgers, acht neushoorns en een beer.

## Einde aan de traditie
Na 1911 zouden er geen Durbars meer plaatsvinden. In 1937 was er even sprake van dat koning George VI samen met zijn vrouw koningin Elizabeth naar India zou reizen. Maar het Indiaas Nationaal Congres nam een motie aan die duidelijk maakte dat de Britse majesteiten niet welkom waren. Aan hun kroning, op 12 mei 1937, werd in India slechts marginaal aandacht besteed.  